# Clow (Arkansas)
Clow es un área no incorporada ubicada en el condado de Hempstead en el estado estadounidense de Arkansas.

## Geografía
Clow se encuentra ubicada en las coordenadas 33°53′23″N 93°46′22″O / 33.88972, -93.77278.